# 芦別川
芦別川（あしべつがわ）は、北海道空知総合振興局管内を流れる石狩川水系空知川支流の一級河川で、空知川の最大支流である。
地名語源は、アイヌ語のハシュ・ペッ（低木の中を流れる川）または、アシ・ペッ（立つ・川）から。

## 地理
富良野市と空知郡南富良野町および芦別市の境にある芦別岳北西斜面に源を発し、途中、芦別湖を経て、芦別山地と美唄山地の谷間を縫うように芦別市域の中央部を北に流れる。
芦別市街地のなまこ山総合運動公園付近で空知川に合流する。

## 流域の自治体
北海道
芦別市

## 自然
- 三段滝[2]
  - 中流部にある高さ10m、幅7mの階段状の滝
- 芦別湖（芦別ダム）[3]
  - 芦別水路を通じ幾春別川（桂沢湖）へ流域変更している

## 主な支流
- 惣芦別川
- キムン芦別川
- 惣顔真布川
- 幌子芦別川
- サキペンベツ川
- 月見沢川
- 八月沢川
- 炭山川

## 主な橋梁
- キムン橋（国道452号）
- 新むつき橋（北海道道135号美唄富良野線）
- 川岸大橋
- 緑泉大橋（国道452号）
- 啓南大橋
- 芦別大橋（北海道道115号芦別砂川線）
- 芦別川橋梁（根室本線）
- 新芦別大橋（国道38号）